# جهاز تحكم دول أنالوغ
جهاز تحكم دول أنالوغ (بالإنجليزية: Dual Analog Controller)‏ هو أول جهاز تحكم تشابهي محمول من سوني لبلاي ستيشن، وسلف دول شوك. كان أول جهاز تحكم تشابهي رسمي هو عصا تحكم بلاي ستيشن التشابهية.

## التاريخ
عُرِِضَ جهاز تحكم دول أنالوغ لأول مرة تحت الزجاج في معرض بلاي ستيشن إكسبو 96-97، الذي أقيم في الفترة من 1 نوفمبر إلى 4 نوفمبر 1996. صدر في اليابان في أبريل 1997، بالتزامن مع النسخ اليابانية من الألعاب ذات القدرة التشابهية مثل توبال 2 وبوشيدو بلايد. أُعلِنَ عنه على أنه يتيح تحكمًا أكثر دقة وانسيابية في ألعاب القتال، مع ميزة الدمدمة.
قبل إصداره في الولايات المتحدة، قررت شركة سوني أنها ستُزِيل ملاحظات الاهتزاز من النسخ الأوروبية والأمريكية لجهاز التحكم. وفقًا لمتحدث باسم سوني، «قمنا بتقييم جميع الميزات وقررنا، لأسباب تتعلق بالتصنيع، أن أهم شيء بالنسبة للاعبين هو الميزة التشابهية.» وبحسب ما ورد تضمنت أسباب إسقاط ردود الفعل الاهتزازية ارتباطها بخلل سابق لأوانه في أجهزة التحكم. كانت هناك إشاعات بأن نينتندو حاولت بشكل قانوني منع إطلاق جهاز التحكم في أمريكا الشمالية بسبب تشابه ميزة الاهتزاز مع نينتندو رامبل باك، ولكن نينتندو أنكرت بشدة أنها اتخذت أي شكل من أشكال الإجراءات القانونية ضد أجهزة تحكم سوني. علاوة على ذلك، وفقًا لمكتب براءات الاختراع بالولايات المتحدة، حصل اثنان من موظفي شركة أتاري غيمز على براءة اختراع لتكنولوجيا التحكم في الألعاب الاهتزازية منذ مارس 1991. كانت هناك نظرية أخرى لتعليقات الاهتزاز التي أُسقِطَت وهي أن سوني أرادت ببساطة الحفاظ على سعر جهاز التحكم منخفض من أجل زيادة اعتماد المستخدم إلى أقصى حد.
صدر في الولايات المتحدة في 27 أغسطس 1997، وفي أوروبا في سبتمبر 1997 مع القليل من الترويج. بعد بضعة أشهر، صدر أول جهاز تحكم دول شوك في اليابان في 20 نوفمبر 1997.
أصدرت نامكو بالفعل جهاز تحكم تشابهي لبلاي ستيشن يسمى نيجكون. لم يكن الوضع التشابهي لجهاز تحكم دول أنالوغ من سوني متوافقًا مع الألعاب المتوافقة مع نيجكون مثل وايب أوت وريدج ريسر. ومع ذلك، تتميز نيد فور سبيد 2 وغران تورزمو وغران تورزمو 2 بالتوافق مع كل من أجهزة تحكم نيجكون ودول أنالوغ.
المعجبون ذوو الشكل الأصغر، اشتكى اللاعبون اليابانيون من أن قبضة اليد الطويلة جدًا جعل جهاز التحكم كبير جدًا بحيث لا يمكن حمله بشكل صحيح وأن عدم وجود ميزة الدمدمة في النماذج الأمريكية والأوروبية هي الأسباب الأكثر شيوعًا التي دفعت سوني إلى إنهاء إنتاج جهاز التحكم هذا وإعادة تصميمه.
أوقف جهاز تحكم دول أنالوغ في جميع الأسواق الثلاثة (السوق الياباني والأمريكي والأوروبي) في عام 1998، ليحل محله دول شوك.

## الميزات
يحتوي جهاز تحكم دول ألنالوغ على ثلاثة أوضاع تشغيل: رقمي، والذي يقوم بتعطيل عصي اللعب التشابهي، والوضع التشابهي (كما هو موجود أيضًا في أجهزة تحكم دول شوك ودول شوك 2) ووضع عصا الطيران التشابهية لمحاكاة عصا تحكم بلاي ستيشن التشابهية غير المتوفرة على دول شوك أو دول شوك 2.
إذا كانت إحدى ألعاب بلاي ستيشن متوافقة مع دول شوك أو دول أنالوغ، فيمكن للاعب الضغط على المفتاح التشابهي الموجود بين عصي اللعب التشابهية لتنشيط الوضع التشابهي. يشار إلى ذلك بواسطة مؤشر ثنائي باعث للضوء أحمر. إذا حُوِلَ جهاز تحكم دول أنالوغ إلى الوضع التشابهي أثناء استخدام لعبة غير متوافقة مع الوضع التشابهي، فلن تسجل اللعبة أي ضغطات على المفاتيح، في بعض الحالات، سيعتبر بلاي ستيشن أن جهاز التحكم منفصل وغير مشبك بالمشغل.
القدرة على محاكاة عصا تحكم بلاي ستيشن التشابهية من سوني عن طريق الضغط على مفتاح «تشابهي» مرة ثانية للكشف عن مؤشر ثنائي باعث للضوء أخضر (يشار إليه عادة باسم «وضع عصا الطيران») وفرت بديلاً أقل تكلفة لعصا تحكم بلاي ستيشن التشابهية.
على غرار جهاز تحكم نينتندو 64، صُمِمَ جهاز تحكم دول أنالوغ ليُحمَل بأربع طرق مختلفة: التحكم القياسي، حيث يستخدم الإبهام الأيسر مفاتيح الاتجاه ويستخدم الإبهام الأيمن مفاتيح الحركة؛ التحكم التشابهي، حيث يستخدم الإبهام الأيسر عصية اللعب التشابهية اليسرى ويستخدم الإبهام الأيمن مفاتيح الحركة؛ التحكم التشابهي المزدوج، يحاكي عصا تحكم دول أنالوغ، مع وضع كلا الإبهامين فوق عصي اللعب التشابهية، ومفاتيح الكتف المستخدمة بدلاً من مفاتيح الحركة؛ والتحكم التشابهي الرقمي، حيث يستخدم الإبهام الأيسر مفاتيح الاتجاه، ويستخدم الإبهام الأيمن عصية اللعب التشابهية اليمنى، وتُستَخدَم مقاتيح الكتف مرة أخرى للإجراءات.
كانت ميتش واريور 2 وأيس كمبات 2 وديسينت ماكسيموم وكولوني وارز من بين سبعة وعشرين لعبة متوافقة مع عصا تحكم بلاي ستيشن التشابهية.

## الاختلافات من دول شوك

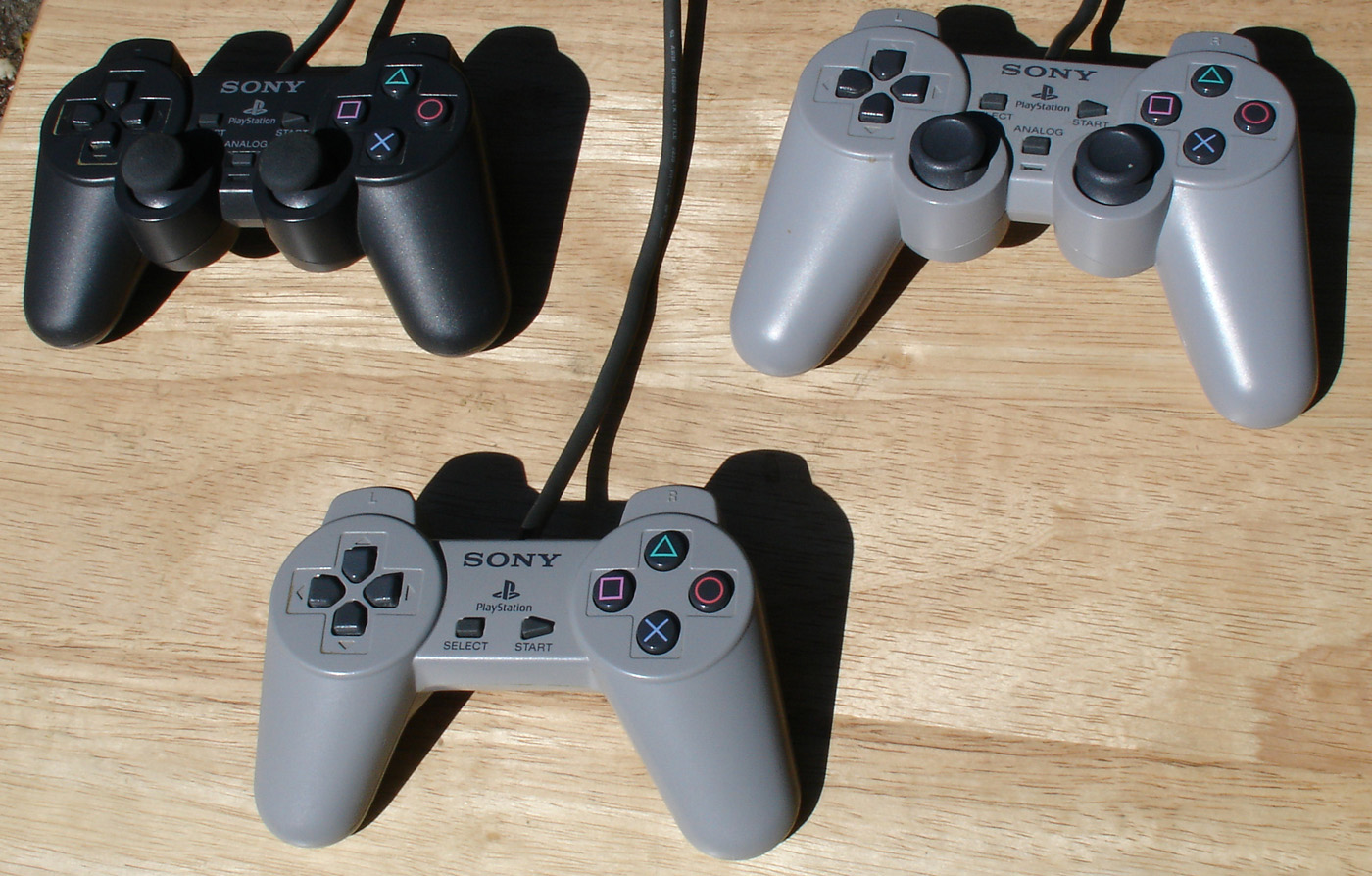
دول شوك (أعلى اليسار)، وجهاز تحكم دول أنالوغ (أعلى اليمين)، وجهاز تحكم بلاي ستيشن الأصلي (الأسفل).

يتميز جهاز تحكم دول أنالوغ بالعديد من الجوانب التي تظل خاصة به، وأٌلغيَت أو أُعيدَ تصميمها لإصدار جهاز تحكم دول شوك.
- فقط النسخة اليابانية تتميز بوظيفة ردود فعل الاهتزاز. ومع ذلك، فإن النسخ الأوروبية والأمريكية من جهاز التحكم تتضمن دوائر كهربائية وحوامل لمحرك دمدمة، وهو بقايا محتملة من النسخة اليابانية لجهاز التحكم، وبالتالي فإن تثبيت المحرك هو عملية بسيطة. نظرًا لعدم وجود ألعاب متوافقة مع الاهتزازات في ذلك الوقت، لم تُشحَن النسخ الأوروبية والأمريكية بردود فعل دمدمة، ونتيجة لذلك، يزن أقل بكثير من نظيره الخارجي، ويقع في مكان ما بين أوزان جهاز التحكم التقليدي ودول شوك.
- مقابض اليد 1.5 سنتيمتر (0.59 بوصة) أطول من جهاز التحكم الأصلي وجهاز تحكم دول شوك اللاحق. جسم جهاز التحكم أوسع أيضًا، مما يباعد بين المفاتيح قليلاً. احتُفِظَ بجسم جهاز التحكم الأوسع هذا في دول شوك وجميع أجهزة تحكم بلاي ستيشن اللاحقة. من الأعلى: جهاز تحكم بلاي ستيشن الأصلي، جهاز تحكم دول أنالوغ ودول شوك. لاحظ الحواف الموجودة على مفاتيح دول أنالوغ L2 وR2.

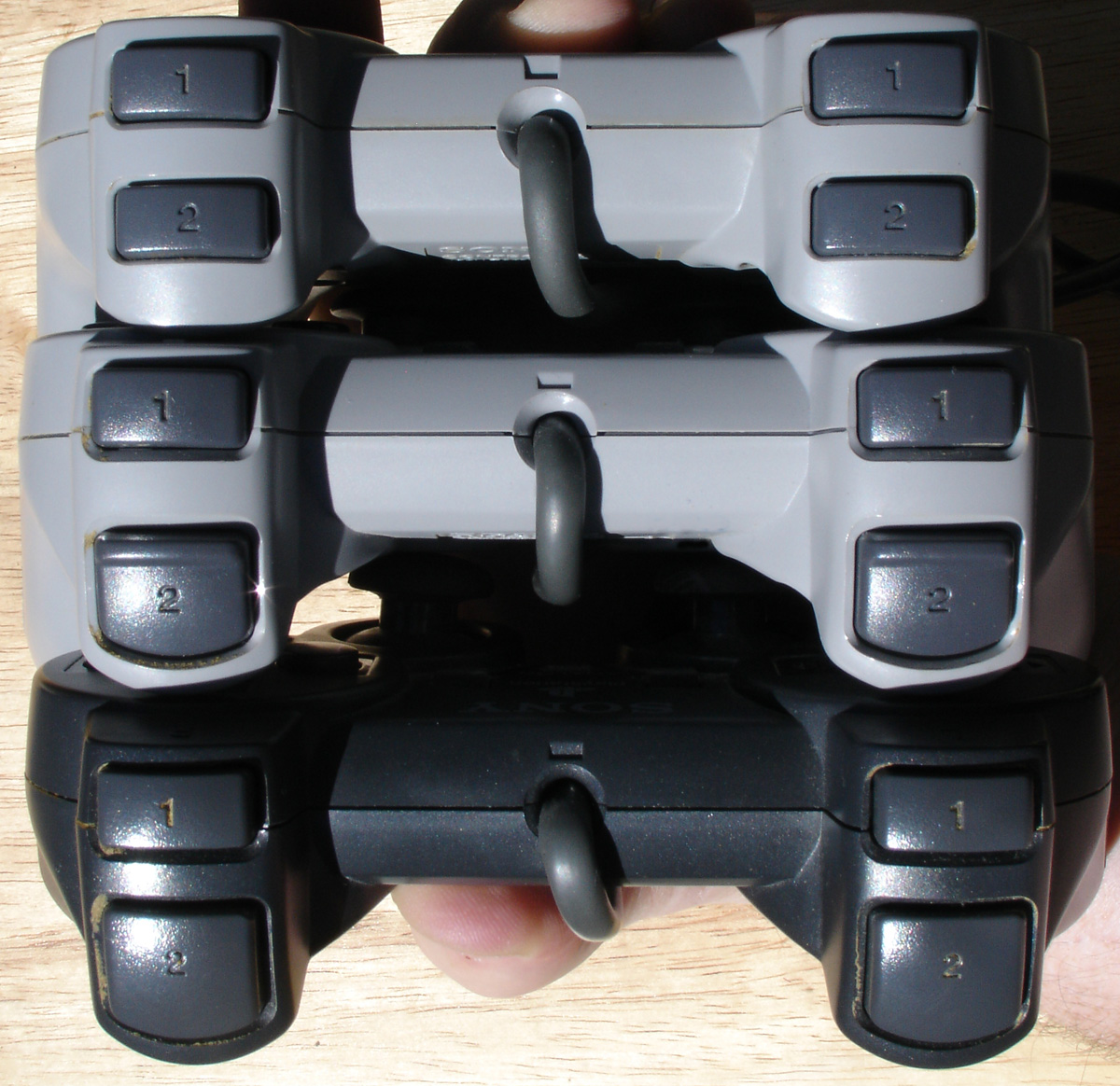
من الأعلى: جهاز تحكم بلاي ستيشن الأصلي، جهاز تحكم دول أنالوغ ودول شوك. لاحظ الحواف الموجودة على مفاتيح دول أنالوغ L2 وR2.

- تحتوي مفاتيح L2 وR2 على نتوءات في الحافة العلوية لتمييزها بسهولة عن مفاتيح L1 وR1 وهم مُتَبَاعِدَان بشكل أكبر من جهاز التحكم الأصلي أو دول شوك.
- مفاتيح L2 وR2 أعرض أيضًا من جهاز التحكم الأصلي ولكنها أقصر من دول شوك.
- عصي اللعب التشابهية مقعرة وتفتقر إلى الطلاء المطاطي الذي استُخدِمَ في دول شوك وأجهزة التحكم اللاحقة.
- بالإضافة إلى الوضع الرقمي التقليدي والوضع التشابهي العادي «ثنائي أحمر باعث للضوء»، هناك وضع ثالث يحاكي تصميم عصا تحكم بلاي ستيشن التشابهية الخاصة بشركة سوني، ويشار إليه بمؤشر ثنائي أخضر باعث للضوء. هذه الميزة مفقودة في دول شوك.
- مفتاح «تشابهي»، المستخدم في تبديل الأوضاع، بدلاً من غلقه مثل مفتاح دول شوك، ويمكن أن يُضغَط عليه بشكل عرضي بسهولة أكبر.
- لا يمكن تغيير الوضع التشابهي أو قفله بواسطة البرنامج كما هو الحال مع جهاز تحكم دول شوك والنسخ الأحدث.
- لن تستجيب دائرة الدمدمة الخاصة بدول أنالوغ لبرنامج بلاي ستيشن 2 حتى إذا ثُبِّتَ محرك دمدمة.